# آذین گشنسپ
آذین‌گشنسپ از اشراف ساسانی از ناحیه خوزستان بود که وزیر هرمز چهارم بود. به نظر می‌رسد که وقتی سپهبد بهرام چوبین پیروزی بزرگی در برابر ترکان بدست می‌آورد، آذین حسادت می‌ورزد و بهرام چوبین را متهم می‌کند که بهترین بخش غنایم را برای خود نگه داشته و تنها بخش کوچکی را برای شاه فرستاده است.بهرام بعدها بر ضد پادشاه هرمز چهارم شورش کرد و هرمز هم برای سرکوب او آذین‌گشنسپ را روانه نمود .با این حال آذین‌گشنسپ در همدان کشته شد.